# 永顺楼梯草
永顺楼梯草（学名：Elatostema yungshunense）为荨麻科楼梯草属的植物，为中国的特有植物。分布在中国大陆的湖南等地，生长于海拔400米的地区，常生长在河谷林下。